# 21 Korpus Strzelecki (ZSRR)
21 Korpus Strzelecki (ros. 21-й стрелковый корпус)  – wyższy związek taktyczny Armii Czerwonej.

## Formowanie i walki
21 Korpus Strzelecki (21 KS) sformowany został w 1939 roku. Od 22 czerwca 1941 roku prowadził walki obronne, związane z atakiem III Rzeszy na Związek Radziecki, wchodząc w tym czasie w skład Frontu Zachodniego.
Rozformowany został pod koniec 1941 roku. Sformowanie ponowne miało miejsce w 1943 roku. Szlak bojowy 21 KS prowadził przez: Wiejdielewkę, okolice Sum, Równe, Zamość, Sandomierz, Skarzysko-Kamienną, Piotrków Trybunalski i Zieloną Górę, a zakończył się 31 maja 1945 w rejonie czeskiej Pragi. W czasie walk z armią niemiecką na ziemiach polskich 21 KS wchodził w skład 2 Gwardyjskiej Armii.

## Dowódcy korpusu
- gen. mjr Władimir Borisow[1] (14.03.1941 - 30.06.1941)
- gen. mjr Aleksiej Jamanow[3] (30.07.1944 - 11.05.1945)[2]

## Struktura organizacyjna
Stan w dniu napaści III Rzeszy na ZSRR:
- 17 Dywizja Piechoty, dowódca: gen. mjr Tierientij Bacanow
- 24 Dywizja Piechoty, dowódca: gen. mjr Kuźma Galicki
- 37 Dywizja Piechoty, dowódca: płk A. Czecharin
- 50 Dywizja Piechoty, dowódca: gen. mjr Wasilij Jewdokimow

Stan 16 kwietnia 1945:
- 58 Dywizja Piechoty
- 253 Dywizja Piechoty
- 329 Dywizja Piechoty